# Hemorragia posparto
En obstetricia, la hemorragia puerperal o hemorragia postparto se define como la pérdida de sangre acumulada mayor o igual a 1.000 ml (sin embargo una pérdida mayor a 500 ml debe ser considerada anormal), o pérdida de sangre acompañada de signos o síntomas de hipovolemia dentro de las 24 horas después del proceso de nacimiento (incluye pérdida intraparto). La hemorragia postparto es la causa más importante de hemorragia en el puerperio, la principal causa de muerte materna perinatal en países desarrollados y una causa principal de morbilidad a nivel mundial.

## Clasificación
La hemorragia posparto puede ser dividida en 2 tipos: la hemorragia postparto temprana, que ocurre dentro de las primeras 24 horas del parto, y "la hemorragia postparto tardía, que ocurre 24 horas a 12 semanas después del parto". La mayoría de los casos de hemorragia posparto, superior al 99 %, son tempranas. La mayoría de las mujeres con aparición súbita de hemorragia todavía están bajo el cuidado de su proveedor de salud después del parto.

## Factores de riesgo
Un número de factores de riesgo bien establecidos como el parto prolongado o corioamnionitis se asocian con hemorragia postparto
Sin embargo, muchas mujeres sin estos factores de riesgo pueden experimentar una hemorragia postparto.
Organizaciones estatales y nacionales han sugerido que una evaluación del riesgo materno debe llevarse a cabo antes del parto y en el momento de la admisión y continuamente modificado como otros factores de riesgo se desarrollan durante el parto o el puerperio
Un estudio de validación de esta herramienta entre una cohorte retrospectiva de más de 10 000 mujeres mostraron que aunque la herramienta identificó correctamente más del 80 % de los pacientes con hemorragia postparto severa, más del 40 % de las féminas que no experimentaron hemorragia se coloca en el grupo de alto riesgo de dar a la herramienta una especificidad de justo por debajo del 60 %
Los factores de riesgo más fuertemente asociados a la HPP en mujeres con cada uno de estos factores fueron: placenta retenida (33,3 %), embarazo múltiple (20,9 %), macrosomía (18,6 %), episiotomía (16,2 %) y sutura perineal (15,0 %). 
Todos estos factores permanecieron asociados estadísticamente en forma significativa después de los ajustes. Por otro lado, el manejo activo del alumbramiento, la multiparidad y el bajo peso al nacer demostraron un efecto protector.
En los análisis bivariados, la HPP severa estuvo asociada a la placenta retenida (la incidencia de HPP severa en mujeres con este factor fue de 17,1 %), la macrosomía (4,9 %), el trabajo de parto inducido (3,5 %), el desgarro perineal de primer grado (2,8 %), la episiotomía (2,7 %), la sutura perineal (2,5 %) y la nuliparidad (2,3 %). Después del ajuste, los factores de riesgo placenta retenida, embarazo múltiple, macrosomía y sutura perineal o vaginal permanecieron asociados estadísticamente en forma significativa.

## Etiología
Las causas más comunes se dividen en dos grupos: Primarias, y secundarias.
| ETIOLOGÍA DE LA HEMORRAGIA POSTPARTUM |                                       |
| Primarias                             | Secundarias                           |
| •Atonía uterina                       | •Subinvolución del sitio placentario  |
| •Traumatismos                         | •Productos retenidos de concepción    |
| •Retención de tejido                  | •Infección                            |
| •Placenta Accreta                     | •Defectos de coagulación Hereditarios |
| •Coagulopatías                        |                                       |
| •Inversión uterina                    |                                       |

Las principales causas de hemorragia posparto se definen nemotécnicamente por cuatro «T»: Tono—por razón de la atonía uterina—, Traumatismo físico, Tejido placentario retenido y Trombosis o coagulopatías:
- Atonía uterina: es la incapacidad del útero para contraerse y puede conllevar a sangrado continuo.[9] La retención de tejido placentario puede causar una atonía uterina.
- Traumatismos: los traumatismos durante el parto pueden desgarrar el tejido y vasos sanguíneos del canal del parto, lo que conlleva a sangrado importante.
- Retención de tejido: es cuando porciones de la placenta o del feto permanecen adheridos al útero, lo que puede causar hemorragias.
- Coagulopatías: ocurren cuando hay un fallo en la coagulación lo que puede predisponer a sangrados constantes.

Otras causas de hemorragia postparto:
- Placenta Accreta: unión de la placenta al miometrio sin una decidua intermedia.[10]
- Inversión uterina: consiste en la alteración de la disposición de las paredes del útero, la cara interna se convierte en externa y el órgano se invagina en forma de dedo de guante.[11]

## Fisiopatología
"El sangrado crítico es la principal causa de muerte evitable después de un trauma. Una cuarta parte de todos los pacientes con trauma presentarán una coagulopatía inducida por trauma (TIC). Los pacientes con TIC tienen un riesgo de muerte cinco veces mayor en las primeras 24 horas, mayores requisitos de transfusión, una estadía más prolongada en el hospital y son susceptibles de presentar más complicaciones".

### Tono
El tono incluye la anatonía uterina o inercia uterina, la cual es responsable del 70 - 80 % de la hemorragia posparto. Este es un cuadro que se caracteriza por presentar la falta contractibilidad adecuada de las fibras miometriales posterior a un parto o cesárea, lo cual impide la hemostasia fisiológica.
Los factores de riesgo para padecer atonía uterina comprenden: labor de parto prolongada, inducción de trabajo de parto, administración prolongada de oxitocina, polihidramnios, leiomiomas uterinos y embarazos gemelares.
Fisiopatología de la Anatonía Uterina.
La anatonía uterina se presenta debido a factores como: 
- Sobredistención: cuando esto ocurre se observa la debilitación de la fuerza contráctil de las fibras de actina y miosina debido a la disrupción de las mismas.[14]
- Parto precipitado: se debe al agotamiento de la fibras uterinas a causa de la hiperdinamia.[14]
- Factores metabólicos: los nutrientes y el oxígeno son factores muy importantes para la ejecución del trabajo muscular, por lo que la acidosis metabólica, la hipocalcemia y la hipoxia influyen de manera directa en la contracción uterina.[14]
- Fármacos: el uso indiscriminado de la oxitocina, puede causar agotamiento. El sulfato de magnesio, es capaz de inferir en la activación del complejo “actina -  miosina” mediado por calcio. Los Beta adrenérgicos, aumentan la concentración de AMPc Halotano y calcio, los cuales inhiben la contracción uterina.[14]

### Trauma
Las lesiones del tracto genital son las complicaciones más comunes de trauma obstétrico, encierra laceraciones de cuello y vagina, rotura e inversión uterina. La ruptura uterina no ocurre con frecuencia, pero tiene mayor prevalencia a lo largo de la línea cicatrizal en mujeres que han atravesado por una cesárea. La ruptura uterina es causada por una sobredistensión, en donde se involucran factores como: gestación múltiple, polihidramnios, anomalías fetales, perforación iatrogénica, uso excesivo de uterotónicos y falla en reconocer una distocia del trabajo de parto con contracciones uterinas excesivas contra una restricción anular en la zona baja del útero. Cuando las mujeres que han tenido ya una cesárea, desean intentar un parto vaginal, no se deben emplear las prostaglandinas, debido a que incrementan el riesgo de rotura uterina.

### Tejido
“Desde el punto de vista fisiopatológico, las vellosidades placentarias se adhieren a las fibras musculares del miometrio en vez de hacerlo a las células de la decidua. Actualmente se cree que no es solamente el déficit de la membrana de Nitabuch el causante de los síndromes de acretismo placentario, sino que la placenta misma presenta una hiperinvasividad comparada con la placenta de un embarazo normal” 

### Trombina
“Incluye coagulopatías congénitas o adquiridas” cong énitas como la enfermedad de Von Willebrand y Hemofilia tipo A; entre las enfermedades adquiridas se pueden identificar la preeclampsia, el síndrome de Hellp, la embolia del líquido amniótico y la sepsis y representan el 1-5 %.
Fisiopatología de la trombina
La patogénesis se debe principalmente a la  excesiva producción de la trombina, liberada por varios estímulos en respuesta a un desequilibrio entre la activación y la inhibición del sistema de coagulación. La exposición de procoagulantes en la sangre se debe a la activación normal de la hemostasia, mediado principalmente por la vía extrínseca, de participación del factor tisular y el factor VII activado (VIIa), induciendo la formación de trombina. Este proceso fisiopatológico establece la formación, localización y persistencia de acumulaciones de fibrina en toda la zona afectada, induciendo la añadidura plaquetaria y el depósito de fibrina para crear el tapón hemostático. “La formación de fibrina es consecuencia directa de un exceso de generación de trombina, junto con una supresión de los sistemas anticoagulantes naturales y un defecto en la retirada de la fibrina por alteración de la fibrinólisis. La generación de trombina es secundaria al  aumento de la expresión del factor tisular (FT) a nivel de los monocitos y las células endoteliales inducido principalmente por la interleucina-6 y el factor de necrosis tisular alfa (TNF) originado por una respuesta inflamatoria sistémica.” 

## Diagnóstico
A menudo se añade el criterio de una disminución del 10 % en la hemoglobina en comparación con los valores antes del parto como una medida objetiva de laboratorio. Sin embargo, no es una medida útil en situaciones agudas, ya que puede tomar horas para que las pérdidas de sangre produzcan cambios de laboratorio en las mediciones de glóbulos rojos. Los signos y síntomas de hipovolemia (mareo, taquicardia, síncope, fatiga y oliguria) también son de limitada utilidad, ya que pueden representar los hallazgos normales al final del parto de una mujer joven y sana. Como resultado, cualquier sangrado que tiene el potencial de dar lugar a una inestabilidad hemodinámica, si se deja sin tratamiento, debe ser considerada una hemorragia postparto y tratada como tal.
Para el manejo inicial de la hemorragia posparto o también llamada hemorragia obstétrica es necesario identificar y corregir la causa que lo está produciendo.
El primer paso es recuperar las estructuras vasculares y el corazón, la temperatura y controlar el sangrado con fluidoterapia intravenosa agresiva con solución salina y lactato en razón 3:1 ( 300 cc de reposición por cada 100 cc de pérdida hemática estimada).
Realizar un examen físico minucioso y rápido de útero, cuello uterino, vagina, vulva y perineo para identificar las causas de la hemorragia posparto.
Las causas más comunes de la hemorragia puerperal son: atonía uterina, laceraciones del tracto genital y retención de tejido placentario, en menor medida desprendimiento placentario, coagulopatías (hereditarias o adquiridas), embolia amniótica y placenta accreta.

## Tratamiento
Toda paciente en quien se sospecha o tenga una evidente hemorragia posparto suele ser tratada de la misma manera que cualquier otro paciente con hemorragia. Se evalúa la efectividad circulatoria por medio de los pulsos, frecuencia cardíaca, presión arterial y el examen de la región perineal. A menudo se coloca a la paciente en la posición de Trendelenburg y se colocan al menos dos vías intravenosas de calibre suficiente para  administrar soluciones cristaloides, coloides y paquetes globulares, Se considera la transfusión sanguínea, en casos en los que la paciente ha perdido entre 1 y 2 litros de sangre.
El tratamiento luego se dirige a solventar las posibles cuatro «T»s, pues son las causas más frecuentes de hemorragia postparto:  

### Tono
La atonía uterina debe siempre ser tratada de manera empírica en el comienzo del puerperio. El masaje uterino suele ser suficiente para estimular las contracciones uterinas y ello, por lo general, detiene la hemorragia uterina. La mano del examinador se coloca en la porción inferior del útero para extraer cualquier tejido remanente o coágulos que puedan estar previniendo las contracciones adecuadas. No se acostumbra ejercer presiones excesivas sobre el fondo del útero, ya que esto puede aumentar el riesgo de inversión uterina. Cuando el masaje es aplicado con mucha fuerza sobre un útero ya contraído, puede impedir el desprendimiento de la placenta y puede empeorar el sangrado.
La atonía uterina también se trata con uterotónicos, que son medicamentos que aumentan las contracciones uterinas. Se administra oxitocina, un análogo de la hormona endógena del mismo nombre, entre 20-40 unidades en 1 litro de Ringer lactato a razón de 600 ml / hora para mantener la contracción uterina y controlar la hemorragia. Las ergotaminas, por ejemplo, ergonovina o metilergonovina (Methergin) se pueden utilizar en lugar de, o con el fracaso de la oxitocina, a fin de facilitar las contracciones uterinas. Otras alternativas incluyen el 15-metil-prostaglandina, también conocida como carboprost (0,25 mg IM), y misoprostol (1 mg por vía rectal), que es un análogo de prostaglandina E1 de bajo costo, se ha utilizado en varios ensayos con buenos resultados en el control de la hemorragia postparto tras el fallo de la oxitocina y la metliergonovina.

### Traumatismos
La rápida identificación de las lesiones ( pélvicas, vaginal superior, vaginal distal, vulvar, periclitoral, perineal) y su reparación inmediata contribuyen de manera significativa a la detención de la hemorragia.
Si se sospecha una rotura uterina, se emplea un ultrasonido para buscar líquido intra-abdominal, o una ecografía pélvica para evaluar el tejido miometrial en busca de solución de continuidad y buscar aire libre peritoneal. Ocasionalmente se administran antibióticos de amplio espectro y un plan emergente para la laparotomía con un ginecoobstetra o un cirujano general para la reparación de un útero desgarrado. 
En caso de encontrarse laceraciones o hematomas, con la presión directa puede ayudar a controlarse la hemorragia. El sangrado perineal, vaginal y laceraciones cervicales activas deben ser reparadas. Si el sangrado proviene del útero, puede ser detenido con el taponamiento de la cavidad uterina. Esto puede lograrse mediante la introducción de una toalla vaginal o una gasa absorbente en la cavidad uterina. Alternativamente (y suelen ser más fáciles), se usa el globo de Bakri o de Blakemore, los cuales se introducen en el útero e infladas. El balón debe llenarse con la mayor cantidad posible de solución salina para producir suficiente taponamiento. Es importante que el envase se coloque en el útero en vez de en la vagina. Si estos dispositivos no están disponibles, una sonda Foley con un globo amplio (30 ml o más) puede ser introducido en el segmento uterino inferior. 
Las lesiones pueden evidenciarse varias horas después del parto, por  presencia de dolor pélvico rectal, y signos vitales anormales, en estos casos se requiere de Embolización arterial, en situaciones más graves se puede utilizar una incisión y drenaje.
Los hematomas no deben ser manipulados si no se han extirpado. Sin embargo el aplicar presión leve y continua puede prevenir la expansión de un hematoma. En la mayoría de los casos, las pacientes son hospitalizadas bajo el cuidado de un obstetra.

### Retención de tejido placentario
Cuando la placenta se adhiere profundamente a la pared uterina llegando incluso al músculo uterino, se denomina placenta accreta, Se puede sospechar de tejido placentario retenido cuando se observa en el ultrasonido una masa ecogénica dentro del útero, lo más recomendable es la extracción manual de la placenta y los restos de esta, en el caso de no obtener resultados, se puede recurrir al curetaje.Debido al riesgo de perforación uterina usualmente se utiliza la guía por ultrasonido.
Si se identifica la retención de tejido placentario en el útero, se planifica de inmediato para su extracción manual. Ellos suele completarse al insertar la mano del examinador envuelta en gasa hasta el interior del útero con el fin de hacer un leve barrido por la cavidad uterina interna y remover con cuidado los fragmentos placentarios que estén aún adheridos. Por lo general, es un procedimiento incómodo y doloroso para la paciente. A menudo se suele administrar un analgésico que ayude a tolerar el dolor. En casos de placenta accreta, se corrige con laparotomía en la sala de operaciones.
La retención de restos placentarios es la causa más frecuente de hemorragia posparto secundaria.

### Trombosis
Coagulopatía aguda:
La Coagulopatía aguda puede complicar el proceso de hemorragia por dos causas específicas:
1.      Desprendimiento placentario
2.      Embolia amniótica líquida.
El desprendimiento placentario se asocia a atonía uterina y se presenta en combinación de sangrado vaginal con contracciones uterinas dolorosas de alta frecuencia y baja amplitud.El desprendimiento placentario en responsable del 17% de casos en los que es necesario una transfusión sanguínea masiva.
La embolia de Líquido amniótico, es rara, impredecible, no se puede prevenir y tiene altos índices de mortalidad, debe ser manejada con reemplazo de volumen agresivo y el inicio de un protocolo de transfusión masiva.
Si el hemograma y los estudios de coagulación muestran evidencia de trastornos de la coagulación antes del parto, los especialistas dirigen el final del embarazo de acuerdo con las necesidades de coagulación de la paciente. Una anemia severa puede requerir una transfusión sanguínea. Para la trombocitopenia puede que se transfundan plaquetas. El plasma fresco congelado se emplea cuando hay deficiencias de los factores de la coagulación.
Administración Médica:
Los agentes uterotónicos son la primera línea de tratamiento para hemorragias del puerperio causadas por atonía uterina, cuando los agentes uterotónicos fallan se debe recurrir a otros procedimientos como taponamiento o técnicas quirúrgicas.
Ácido Tranexámico
Es un agente antifibrinolítico de administración oral o venosa, utilizado como profiláctico para evitar pérdidas moderadas de sangre en el parto o como tratamiento de elección cuando el tratamiento médico inicial falla.
Técnicas de taponamiento
Son técnicas utilizadas cuando los uterotónicos fallan, para sostener las contracciones uterinas y disminuir la hemorragia, el uso de un balón intrauterino en el 86% de los casos detiene la hemorragia y la paciente no necesita más procesos invasivos.
Si el momento de la emergencia el balón no se encuentra disponible, el útero puede ser envuelto en gasa, para su extracción se deben contar cada gasa y atarlas juntas para evitar dejarlas dentro del útero.
Cuando la compresión o el taponamiento no pueden parar la hemorragia, se pueden usar como amortiguadores hasta realizar una Embolización de la arteria uterina o una histerectomía.
Embolización de la Arteria Uterina (EAU)
Las candidatas a este proceso clínico deben presentar sangrado lento y persistente y con falla en todos los procesos no invasivos anteriores, cuanto la EAU tiene éxito la mujer conserva el útero y su fertilidad posterior, en casos más graves la mujer puede llegar a perder el útero, tener problemas de infertilidad, complicaciones en embarazos posteriores , partos prematuros, restricción del crecimiento fetal.

## Procedimientos quirúrgicos

### Ligadura de arterias uterinas uni o bilateral
Procedimiento quirúrgico muy aplicable, conserva la fertilidad del paciente, los riesgos quirúrgicos son menores y es rápida de ejecutar, su práctica es poco frecuente. Posee una eficacia del 35% cuando es unilateral y de un 75% cuando es bilateral.

### Ligadura de ligamento útero-ovárico
Procedimiento quirúrgico muy aplicable, conserva la fertilidad del paciente, su práctica es poco frecuente. Se realiza en forma secuencial a la ligadura de las arterias uterinas en caso de que el sangrado continúe.

### Ligadura de las arterias hipogástricas
Procedimiento quirúrgico que conserva la fertilidad del paciente, su práctica es poco frecuente al ser más dificultosa de realizar, además de requerir de un tiempo mayor para su práctica, los riesgos de complicaciones son mayores (rotura de la vena ilíaca, ligadura del uréter). Requiere experiencia en el abordaje del retroperitoneo. La ligadura doble debe realizarse a 2,5 cm distal a la bifurcación de la arteria ilíaca.

### Sutura B-Lynch
Procedimiento quirúrgico que conserva la fertilidad del paciente, poco difundida. Es una sutura envolvente continua de las paredes anteriores y posteriores del útero.

### Histerectomía subtotal
Procedimiento quirúrgico rápido de realizar y muy conocido, no conserva la fertilidad del paciente, es la opción más segura cuando el cirujano es menos experimentado o cuando han fallado las ligaduras arteriales.

### Histerectomía total
Procedimiento quirúrgico muy conocido, no conserva la fertilidad del paciente además de ser más dificultosa de realizar que la histerectomía subtotal, a menudo es la mejor opción para los casos de acretismo placentario o desgarros altos del cérvix.

### Embolización arterial
Procedimiento quirúrgico que conserva la fertilidad del paciente, su práctica es poco frecuente ya que requiere de una infraestructura específica además de tiempo de preparación. La utilización de esta técnica se considera en casos de hemorragia post histerectomía.

## Prevención
Al momento del parto las mujeres son susceptibles de poner en riesgo su vida ya que pueden sufrir una hemorragia. La mayoría de las hemorragias posparto no presentan factores de riesgo identificables, pero muchas de ellas pueden prevenirse con el manejo activo de la tercera etapa del parto (MATEP).
Aunque en muchos países en desarrollo aún se utiliza el manejo expectante de la tercera etapa del parto se ha demostrado en la comparación en los estudios realizados por Bristol y Hinchingbrooke acerca del manejo activo de la tercera etapa del parto (MATEP) versus el manejo expectante o fisiológico de la tercera etapa del parto,   que cuando se realizó el manejo activo la incidencia de hemorragia posparto fue significativamente menor (5,9% con MATEP vs. 17,9% con manejo expectante; y 6,8% con MATEP vs. 16,5% sin MATEP) .
Estos datos respaldan el uso del MATEP por parte de todo el personal especializado en partos, independientemente del lugar en el que trabajan; el MATEP reduce la incidencia de hemorragia posparto, la necesidad de transfusión de sangre, y por ende debe ser incluido en todo programa de intervención destinado a disminuir la mortalidad debido a hemorragia posparto.
La Federación Internacional de Ginecología y Obstetricia (FIGO) recomienda el uso de rutina de MATEP como el mejor método basado en evidencia para la prevención de la hemorragia posparto, y destaca que se deben tomar todas las medidas para asegurar el uso de MATEP en cada parto vaginal atendido por personal especializado.
Los pasos del manejo activo de la tercera etapa del parto son:

### 1.erpaso: administración de oxitocina u otro medicamento uterotónico dentro del primer minuto luego del nacimiento
Dentro del primer minuto luego del nacimiento del bebé, palpar el abdomen para descartar la presencia de otro(s) bebés(s) y administre 10 UI de oxitocina intramuscular (IM). Se prefiere la oxitocina a otros medicamentos uterotónicos debido a su rapidez en hacer efecto entre dos y tres minutos luego de la inyección, sus efectos secundarios son mínimos y puede aplicarse a todas las mujeres.
Si no hay disponibilidad de oxitocina se puede administrar 600mcg de misoprostol por vía oral. Existen otros uterotónicos como 0.2 mg de ergometrina o metilergometrina intramuscular; sintometrina (combinación de 5 UI de oxitocina y 0,5 mg de ergometrina en ampollas IM), deben evitarse en mujeres con enfermedad cardíaca, preeclampsia, eclampsia o presión arterial alta.
Los uterotónicos requieren un almacenamiento adecuado.
·        Ergometrina o metilergometrina: mantener de 2 °C a 8 °C, no congelar, proteger de la luz.
·        Misoprostol: mantener en blíster, a temperatura menor a 30 °C.
·        Oxitocina: 2 °C a 8 °C/menor a 30 °C, según condiciones de almacenamiento que consta en el envase secundario, no congelar.

### 2.º paso: tracción y contratracción del cordón umbilical
No se recomienda la tracción controlada del cordón si a la paciente no se le han administrado fármacos uterotónicos o antes de observar signos de separación de la placenta, ya que esto puede provocar la separación parcial de la placenta, la ruptura del cordón, sangrado excesivo y/o inversión del útero.
No se debe realizar la tracción del cordón umbilical sin aplicar primero la contratracción por encima del pubis con la otra mano.

### 3.erpaso: masaje uterino a través del abdomen después de la expulsión de la placenta, ayuda a que el útero se contraiga disminuyendo el sangrado
Después del alumbramiento, masajear el fondo del útero a través del abdomen de la mujer hasta conseguir que el útero se contraiga. Durante las dos primeras horas, se debe controlar que exista una adecuada retracción uterina y que los loquios sean normales.

## Nota
1. ↑  Es impropio el uso del sustantivo «posparto» en aposición con función atributiva, hoy muy frecuente por influencia del inglés; se recomienda utilizar el adjetivo «puerperal» o recurrir a una locución prepositiva (por ejemplo, «del posparto»).[2]